# Frame Link
Frame Link (auch FrameLink oder Framelink, teils mit dem Zusatz Plus) ist ein vermittelndes Datenübertragungsnetz der Deutschen Telekom auf Basis der Datenübertragungstechnik Frame Relay. Frame Link bot 1998 eine maximale Bandbreite von 2 Mbit/sek.
Frame Link ermöglicht die Sprach-/Datenintegration („Voice over Data“). Die Übertragung findet über feste virtuelle Verbindungen (PVC-Permanent Virtual Connections) statt. Die Deutsche Telekom garantiert für das FrameLink Plus-Netz eine Verfügbarkeit von 99,99 % (national).